# Chorizopes zepherus
Chorizopes zepherus là một loài nhện trong họ Araneidae.
Loài này thuộc chi Chorizopes. Chorizopes zepherus được miêu tả năm 1994 bởi Zhu & Da-xiang Song.